# Seychelles aux Jeux olympiques d'été de 2024
Les Seychelles participent aux Jeux olympiques d'été de 2024 à Paris. Il s'agit de sa 11e participation à des Jeux d'été.
L'athlète Dylan Sicobo et la nageuse Khema Elizabeth sont les porte-drapeaux de la délégation seychelloise.

## Athlètes engagés
| Sport      | Hommes | Femmes | Total |
| ---------- | ------ | ------ | ----- |
| Athlétisme | 1      | 0      | 1     |
| Natation   | 1      | 1      | 2     |
| Total      | 2      | 1      | 3     |

## Résultats

### Athlétisme
| Athlète      | Épreuve        | Séries  | Séries | Premier Tour | Premier Tour | Demi-finales | Demi-finales | Finale  | Finale  |
| Athlète      | Épreuve        | Temps   | Rang   | Temps        | Rang         | Temps        | Rang         | Temps   | Rang    |
| ------------ | -------------- | ------- | ------ | ------------ | ------------ | ------------ | ------------ | ------- | ------- |
| Dylan Sicobo | 100 m masculin | 10 s 51 | 2e     | 10 s 62      | 9e           | Éliminé      | Éliminé      | Éliminé | Éliminé |

### Natation
| Athlète         | Épreuve                 | Séries       | Séries | Demi-finales | Demi-finales | Finale   | Finale   |
| Athlète         | Épreuve                 | Temps        | Rang   | Temps        | Rang         | Temps    | Rang     |
| --------------- | ----------------------- | ------------ | ------ | ------------ | ------------ | -------- | -------- |
| Simon Bachmann  | 200 m 4 nages masculin  | 2 min 6 s 48 | 22e    | Éliminé      | Éliminé      | Éliminé  | Éliminé  |
| Khema Elizabeth | 50 m nage libre féminin | 28 s 18      | 47e    | Éliminée     | Éliminée     | Éliminée | Éliminée |